# Xenia tumbatuana
Xenia tumbatuana is een zachte koraalsoort uit de familie Xeniidae. De koraalsoort komt uit het geslacht Xenia. Xenia tumbatuana werd in 1898 voor het eerst wetenschappelijk beschreven door May. 